# 布氏苇莺
，是雀形目苇莺科的一种鸟类。布萊氏葦鶯在古北界的動物地理區繁殖，並在南亞過冬。這個物種的分佈範圍在歐洲向西擴展。

## 分類
布萊氏葦鶯於1849年由英國動物學家愛德華·布萊思正式描述，其模式產地為印度。  它被歸入葦鶯屬（Acrocephalus），該屬曾屬於多系群的舊大陸或真正的鶯科，但現在被歸類於葦鶯科。 

## 詞源
布萊氏葦鶯以其描述者愛德華·布萊思命名。屬名Acrocephalus來自古希臘文akros，意為「最高的」，以及kephale，意為「頭」。可能約翰·安德烈亞斯·瑙曼和約翰·弗里德里希·瑙曼認為akros意指「尖頭」。種名dumetorum來自拉丁語dumetum，意為「灌木叢」。 

## 描述

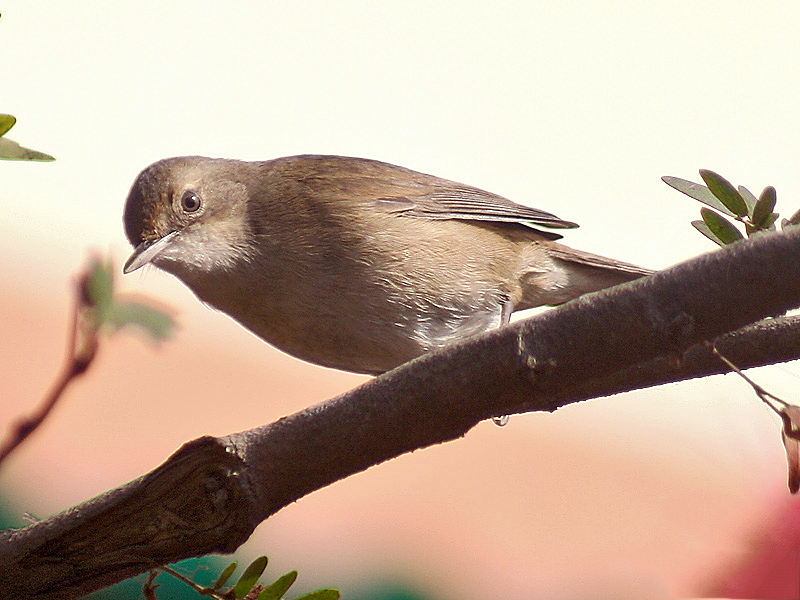
At New Alipore in Kolkata, West Bengal, India.

布萊氏葦鶯全長約12、14 cm（4.7、5.5英寸），體重在8、16 g（0.28、0.56 oz）之間。它是一種瘦長的鶯類，翅膀相對較短，喙較長。其羽毛相對單調，缺乏近似物種的「較暖」色調。上半身為純橄欖棕色，短而圓的翅膀較少呈現橄欖色。嘴喙和眼睛之間有一條短短的白色眉紋，眼睛穿過一條暗色條紋。下半身為單一的灰白色。相對較長且厚實的喙呈灰棕色，下喙基部為淡粉棕色，與腳和腿的顏色一致。 

## 叫聲
布萊氏葦鶯的叫聲變化多端，粗糙的聲音如滴答聲、咔嚓聲和低咕聲與悅耳的哨聲和模仿聲混雜在一起。 

## 分佈與棲地
布萊氏葦鶯的繁殖範圍從歐洲的波羅的海延伸到西伯利亞的貝加爾湖，其南部則在中亞有孤立的族群。他們在印度、斯里蘭卡、尼泊爾、孟加拉國和緬甸過冬。  雖然這個物種過去在西歐洲是罕見的迷鳥，但他在該地區的數量和分佈都在增加，並且於2022年在荷蘭繁殖，2024年在蘇格蘭繁殖。 
繁殖季節時，布萊氏葦鶯偏好潮濕的闊葉林邊緣和空地，以及林間溝谷、公園和花園、灌木叢和針葉林。冬季時，他們棲息於濕地和乾燥環境的樹木。 

## 生物學
布萊氏葦鶯的繁殖期在5月下旬至7月之間，他們通常是單一配偶制，但也有記錄到一夫多妻制的現象。他們是獨居且具領域性的鳥類，在芬蘭，每個領域範圍約600、1,300 m2（6,500、14,000 sq ft）。他們會共同築巢，巢是由植物材料和蜘蛛網構成的緊密杯狀結構，並放置在離地面20至60 cm（7.9至23.6英寸）的高度。他們會產下3到6顆蛋，雄鳥和雌鳥共同孵蛋，主要由雌鳥負責，孵化期12到13天。雛鳥由雙親餵養，並在11到13天時離巢。雛鳥在接下來的10到22天仍依賴父母。雄鳥有時會在雛鳥離巢後離開，這時他可能會尋找另一隻雌鳥繁殖，而第一隻雌鳥則會獨自照顧第一窩雛鳥。 

## 飲食
食性为肉食性，主要食物来源是陆生无脊椎动物。